# Экседра
Эксе́дра (греч. έξέδρα — место, сидение снаружи) — полукруглая глубокая ниша, обычно завершаемая полукуполом (конхой). А также полукруглый в плане выступ, примыкающий к основному объёму здания и открытый в его интерьер — основное внутреннее помещение.

## История
В Древней Греции экседры служили для приёма гостей и неторопливых бесед, в них имелись скамьи, расположенные полукругом. Экседры часто пристраивали симметрично, с обеих сторон внутреннего двора, окружённого колоннами (перистиля), либо по двум сторонам комнаты для гостей, и в этом случае всю комнату называли экседрой. В экседрах беседовали греческие риторы и философы. В отдельных случаях обрамлённую колоннами нишу на фасаде здания с культовой статуей также называют экседрой, но правильно — эдикула. Экседры также устраивали с выходом на улицу и в палестрах (закрытых дворах для гимнастических упражнений и состязаний).
В эллинистической архитектуре встречаются отдельно стоящие экседры с культовой или портретной статуей внутри. Их помещали вдоль священных дорог или на открытых пространствах в святилищах. Такие экседры имеются на острове Делос или в Эпидавре. Экседры размещали вблизи агоры, например, в Приене.
Экседры применяли в древнеримской архитектуре. Они были обязательной частью античных терм и дворцов. Так, богато украшенные экседры имелись в «Золотом доме» императора Нерона (64—68 гг. н. э.). В византийской и раннехристианской архитектуре Запада, в частности в куриях и базиликах, также использовали экседры, но они получали новое название — апсида.
В средневековой Италии похожие ниши с иконой или статуей Мадонны именовали анконами (итал. ancona — священное изображение, икона).

## Экседры в архитектуре Нового времени
В садово-парковом искусстве экседрами в отдельных случаях называли парковые павильоны типа ротонды или полуротонды. В архитектуре классицизма и неоклассицизма экседры использовали в качестве ордерных элементов композиции здания, в частности ниш для размещения статуй.
Огромную монументальную экседру в 1562 году создал архитектор Пирро Лигорио в «Кортиле дель Бельведер» — внутреннем дворе Апостольского дворца в Ватикане. В экседре установили большую, почти четырёхметровую бронзовую шишку пинии (итал. pigna — сосновая шишка) — произведение поздней античности, вывезенное из императорского дворца в Константинополе. В Средние века «Фонтан пинии» (из шишки била вода) установили рядом с Пантеоном, позднее поставили на нынешнее место. По сторонам пинии симметрично разместили бронзовые изображения павлинов — копии тех, что украшали гробницу императора Адриана, ныне Замок Святого Ангела (oригинальные павлины находятся в Палаццо Нуово Капитолийского музея). Эта причудливая композиция дала название двору Бельведера — «Двор Пинии» (Cortile della Pigna).
Форму экседры применяли архитекторы-неоклассицисты, особенно часто английские палладианцы (Роберт Адам); в России — Чарлз Камерон и Джакомо Кваренги. Примером может служить открытая экседра-полуротонда в Концертном зале в Царском Селе (1786). Экседра имеется в Павильонном зале здания Малого Эрмитажа в Санкт-Петербурге, устроена по проекту Андрея Ивановича Штакеншнейдера (1858). В неоклассической архитектуре начала XX в. экседры использовал Иван Александрович Фомин, в частности в Столовой дома князя С. С. Абамелек-Лазарева на Мойке в Петербурге (1912).

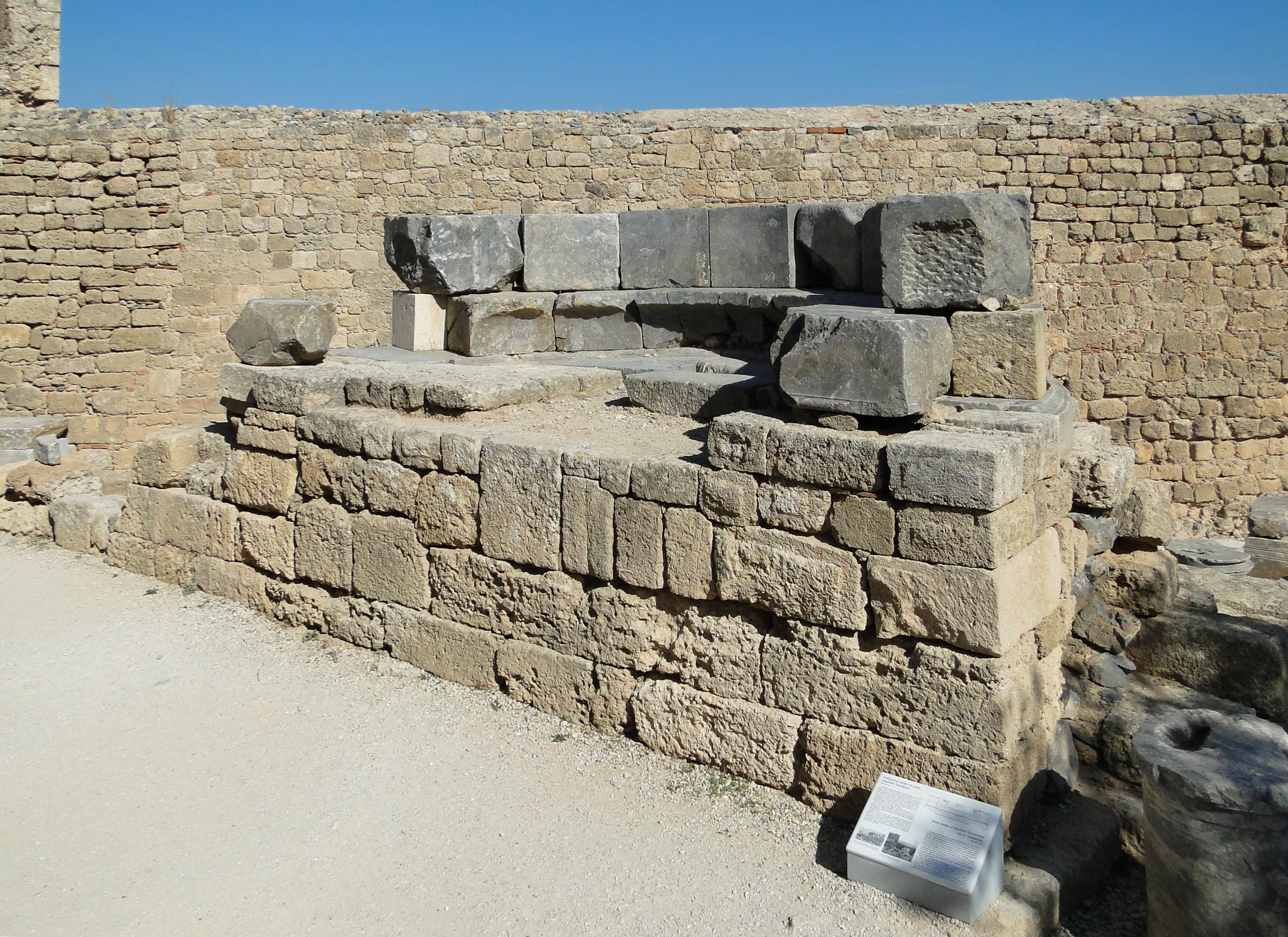
Экседра Памфилида, Акрополь Линдоса. VIII—VI вв. до н. э. Родос, Греция
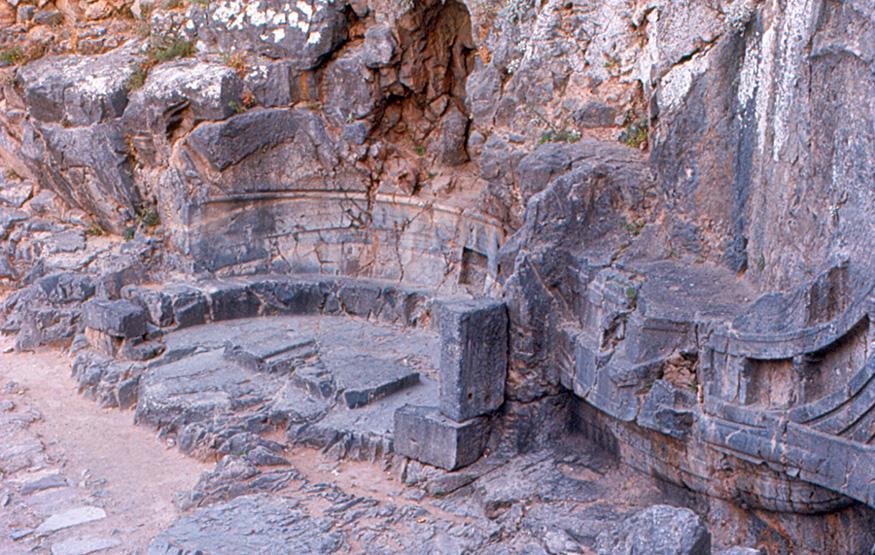
Экседра в Линдосе вблизи акрополя
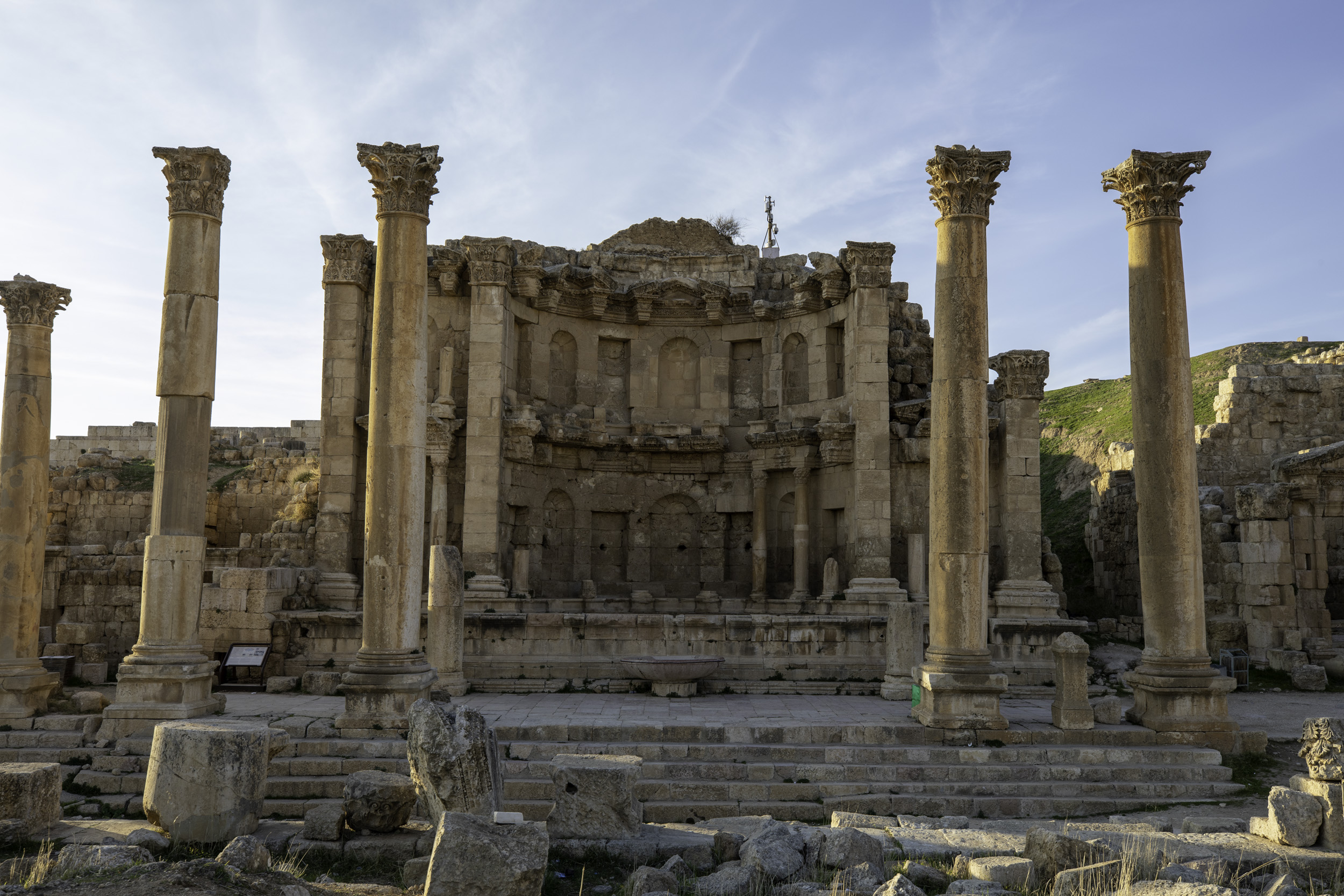
Экседра нимфеума в Джараше, Иордания
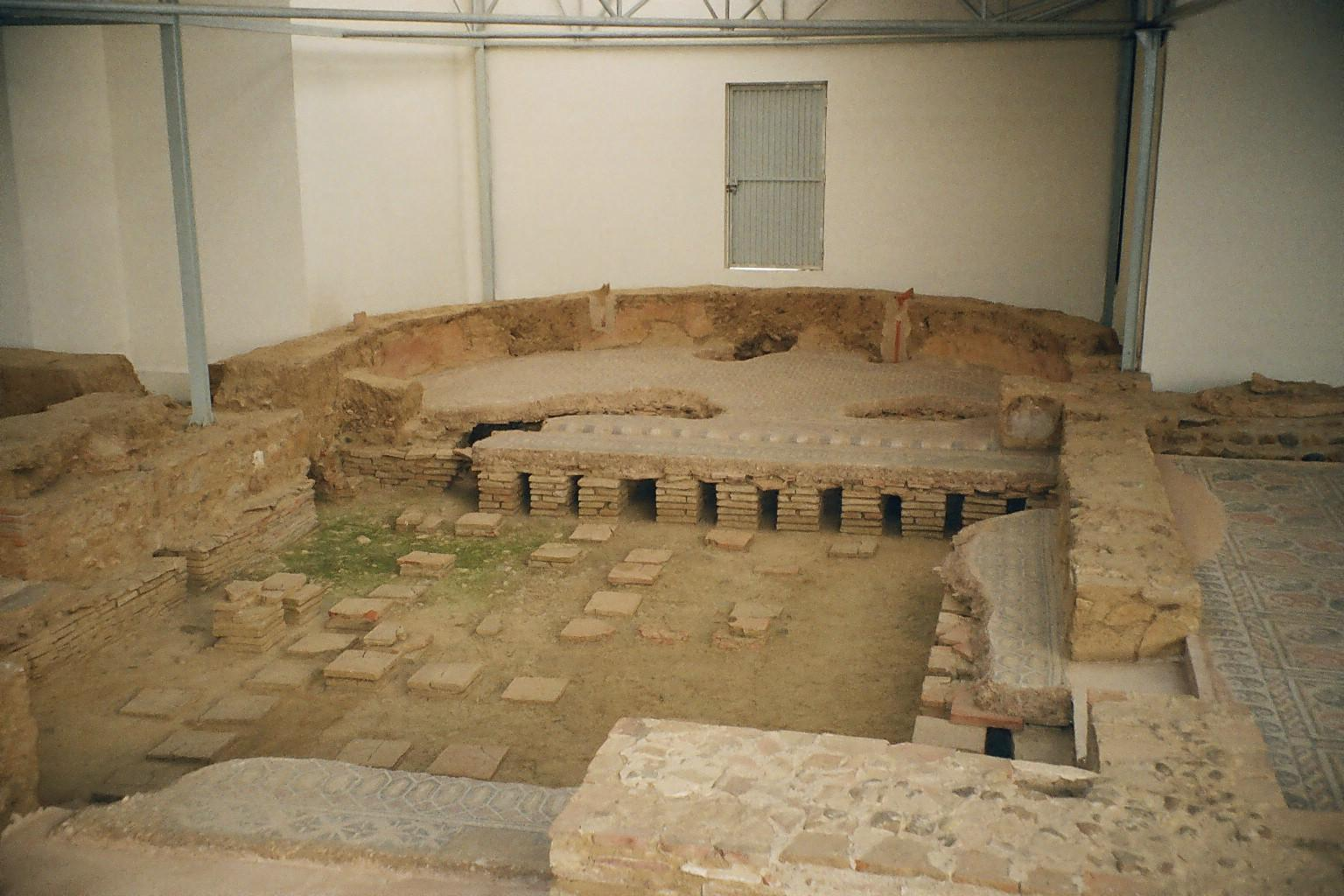
Раскопки экседры римской виллы IV в. н. э. Ла-Ольмеда, Паленсия. Испания
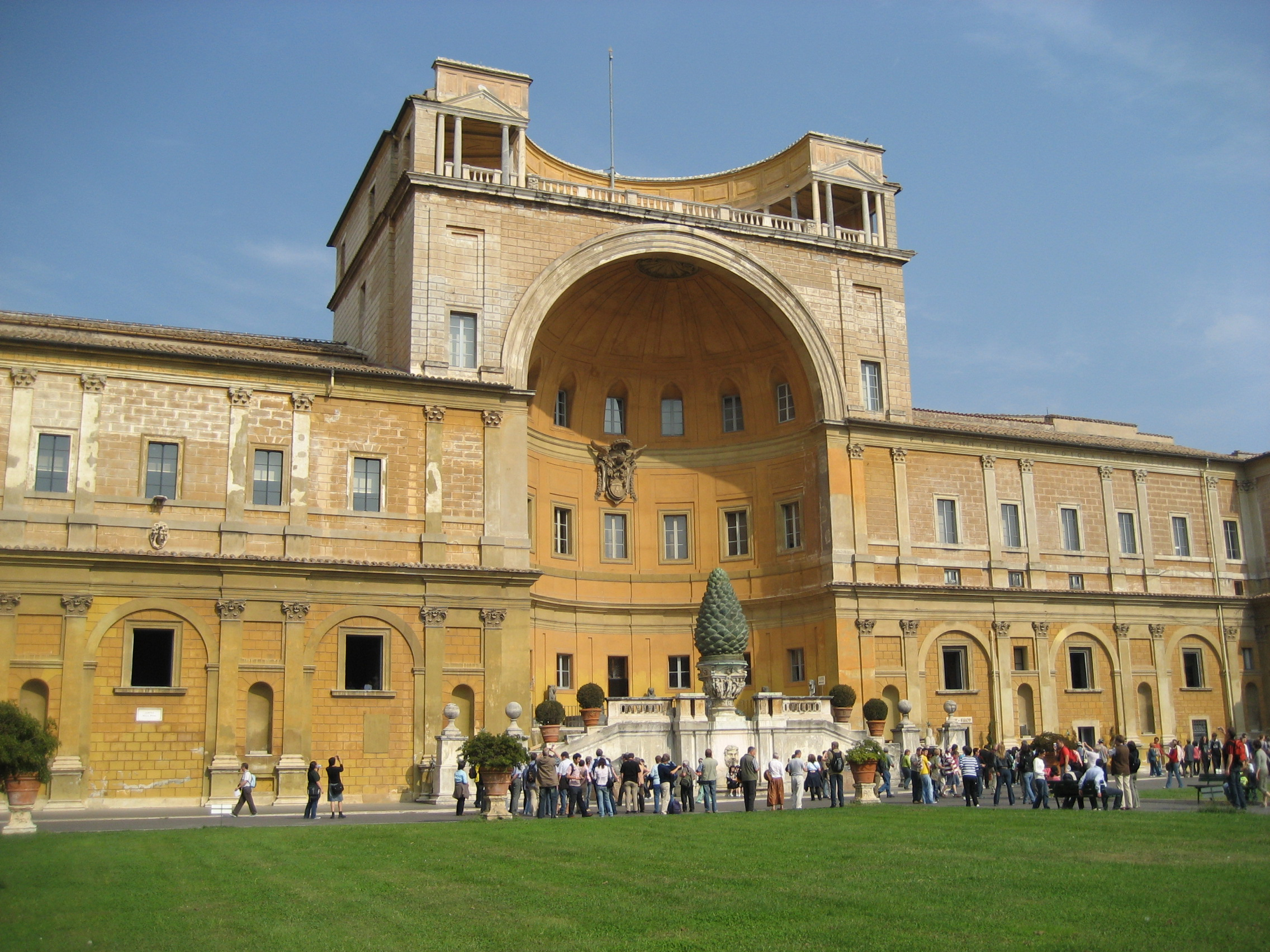
«Двор Пинии» (Cortile della Pigna). 1562. Апостольский дворец, Ватикан. Архитектор П. Лигорио
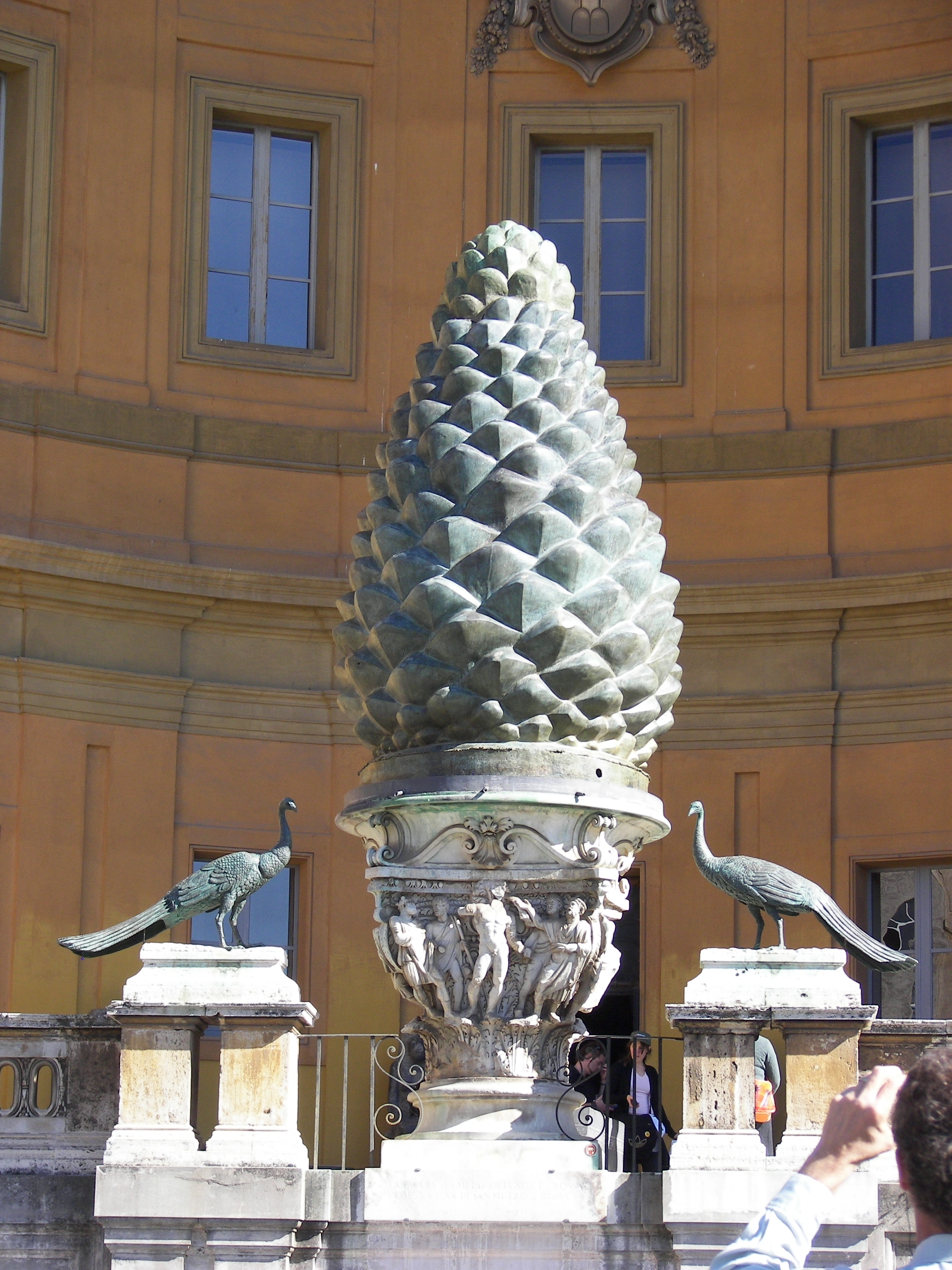
«Фонтан пинии» в экседре
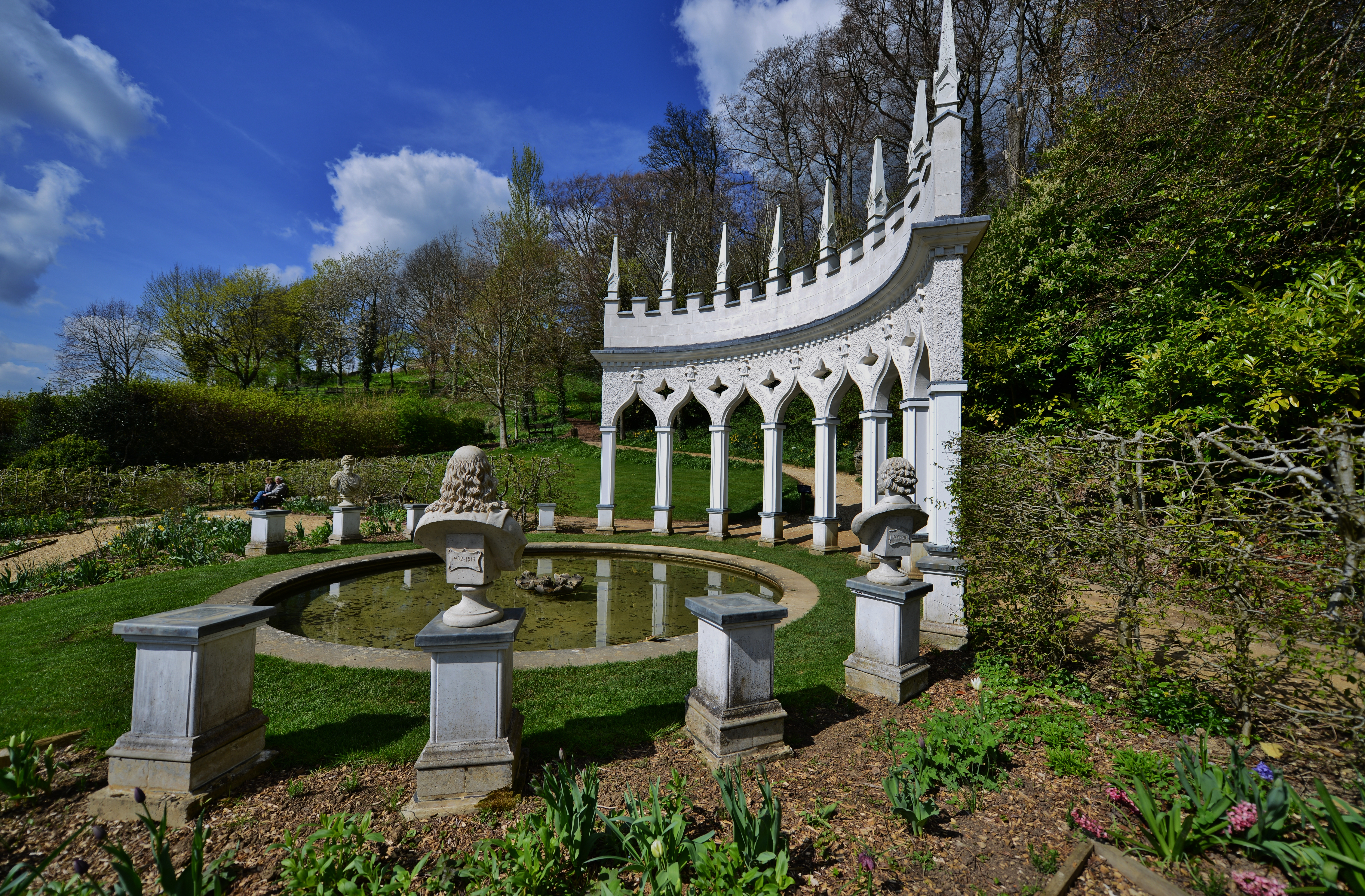
Экседра в «Саду рококо Пейнсвика» (Painswick Rococo Garden). 1740-е гг. Пейнсвик-хаус (англ.), Глостершир, Великобритания
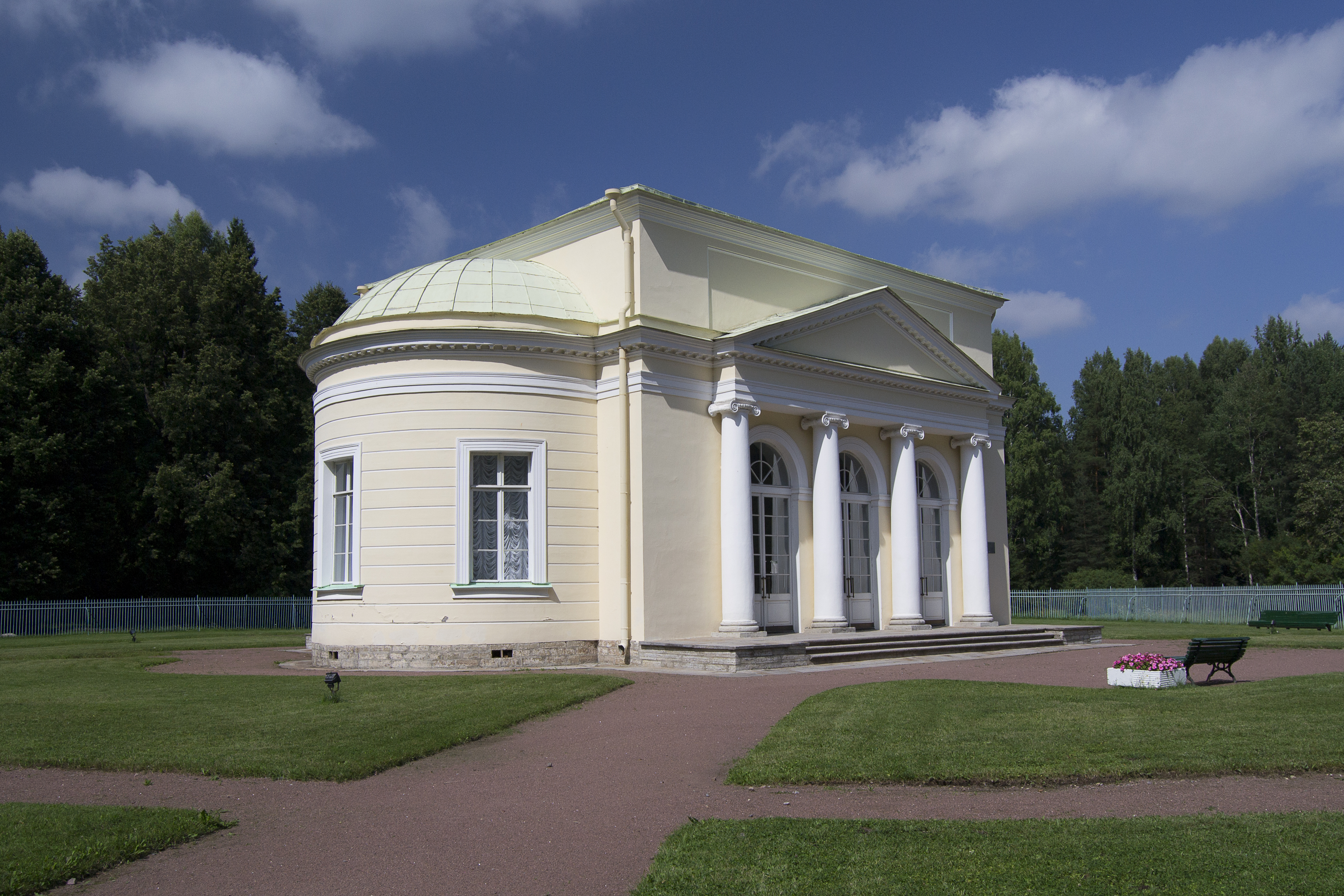
Круглый зал (Музыкальный павильон). Парк в Павловске. 1797—1799. Архитектор В. Бренна по проекту Ч. Камерона
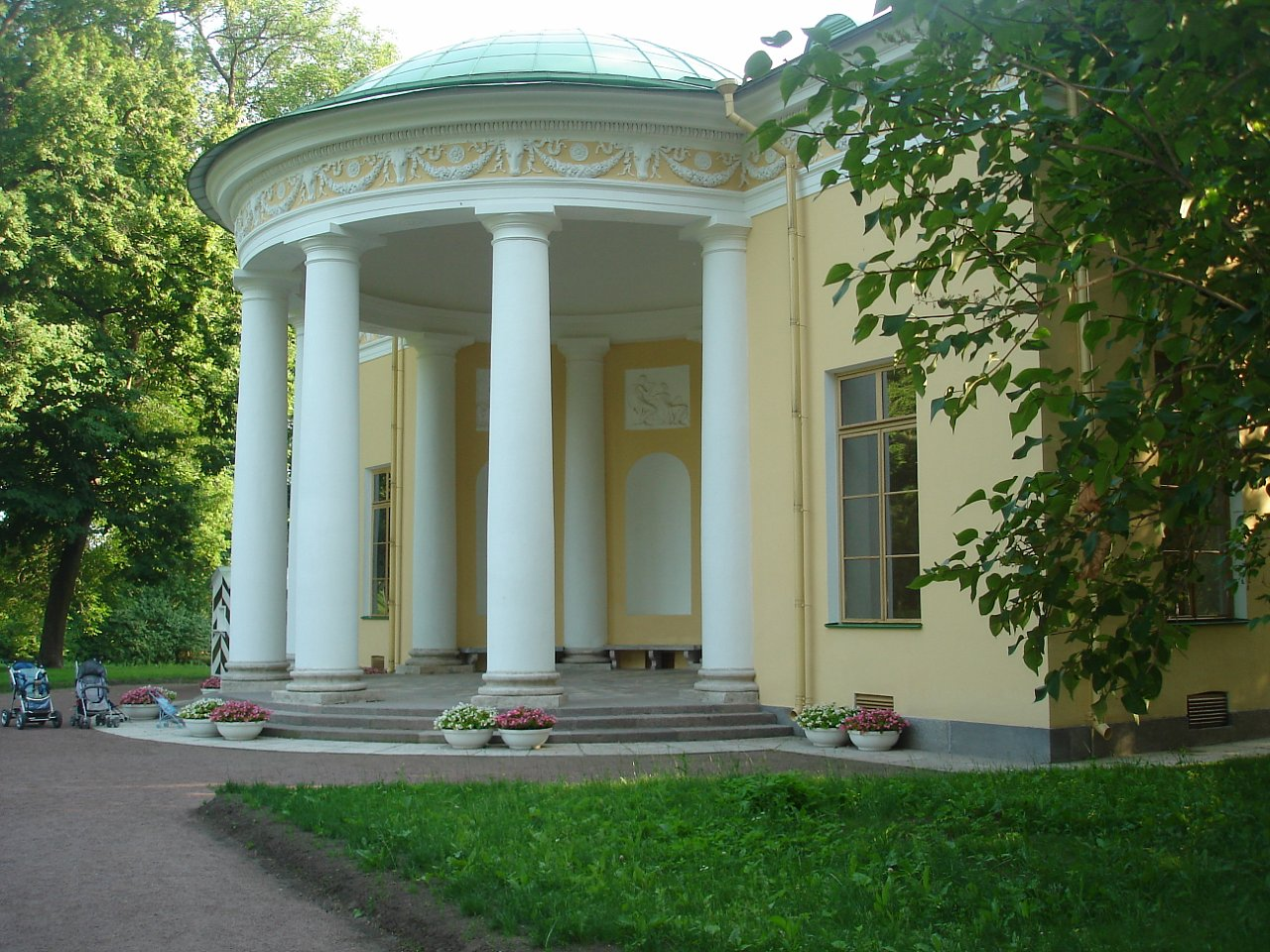
Экседра (полуротонда) павильона Концертный зал в парке Царского Села. 1786. Архитектор Дж. Кваренги
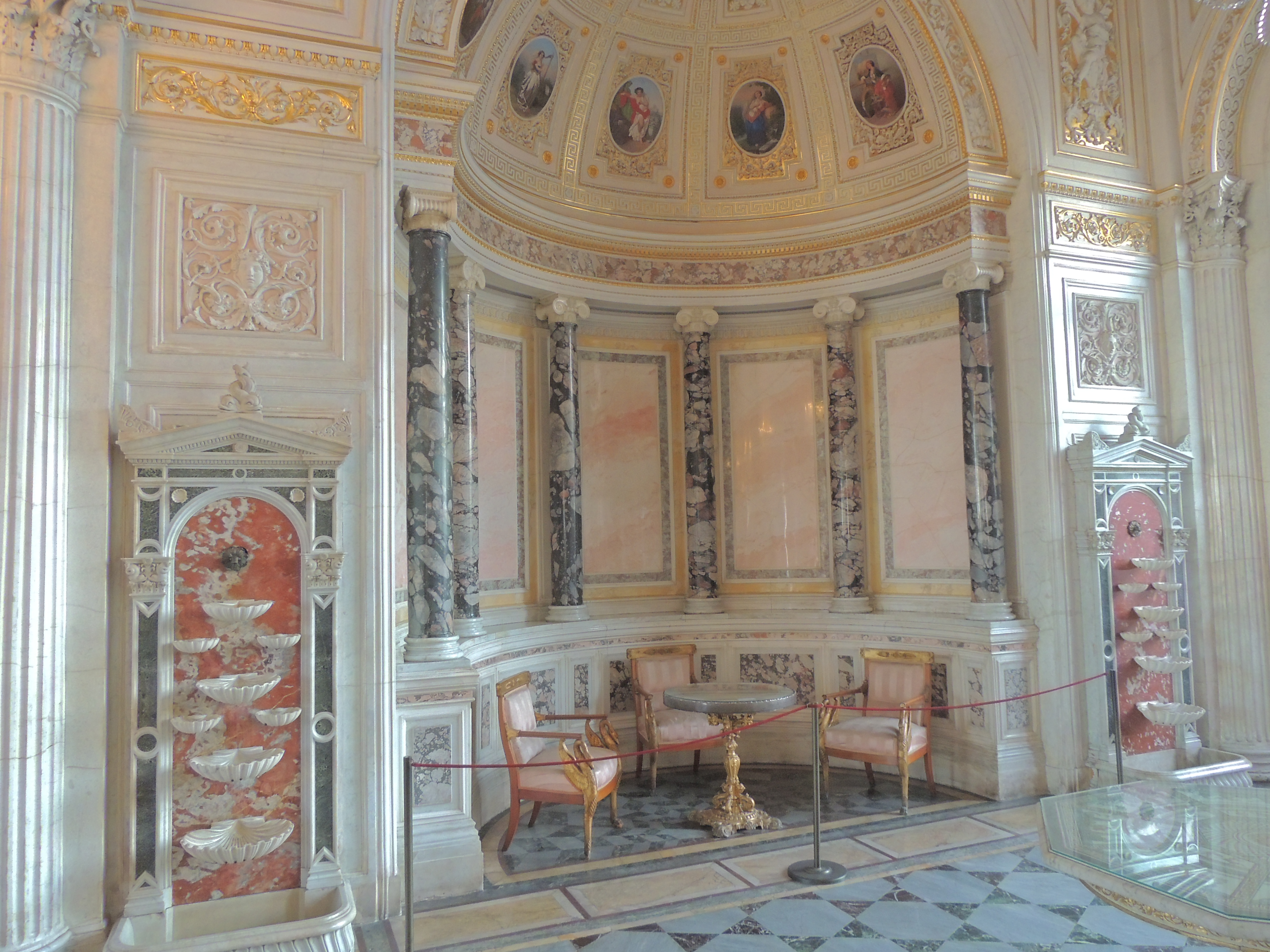
Экседра Павильонного зала здания Малого Эрмитажа, Санкт-Петербург. 1858. Проект А. И. Штакеншнейдера
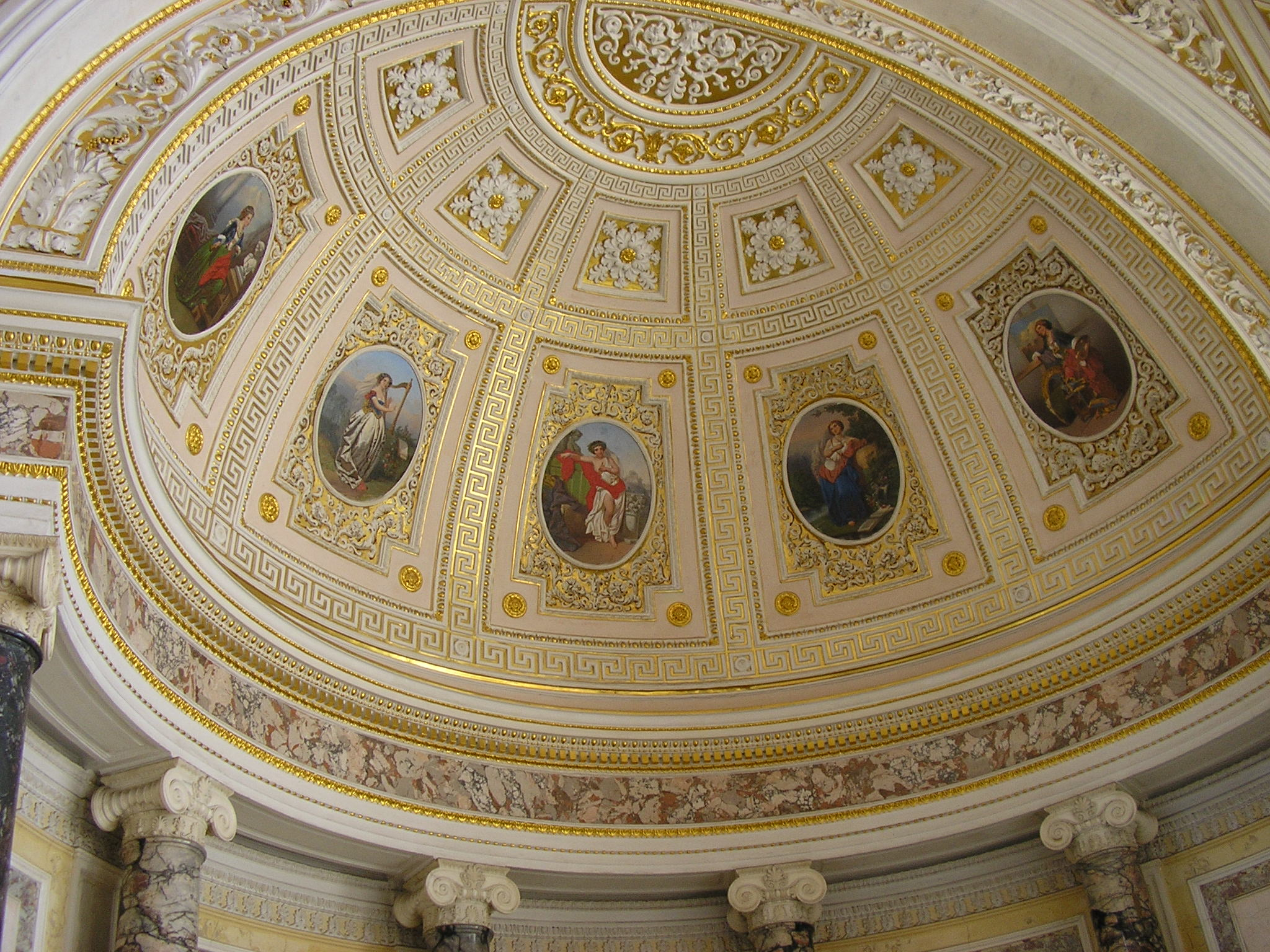
Конха экседры Павильонного зала
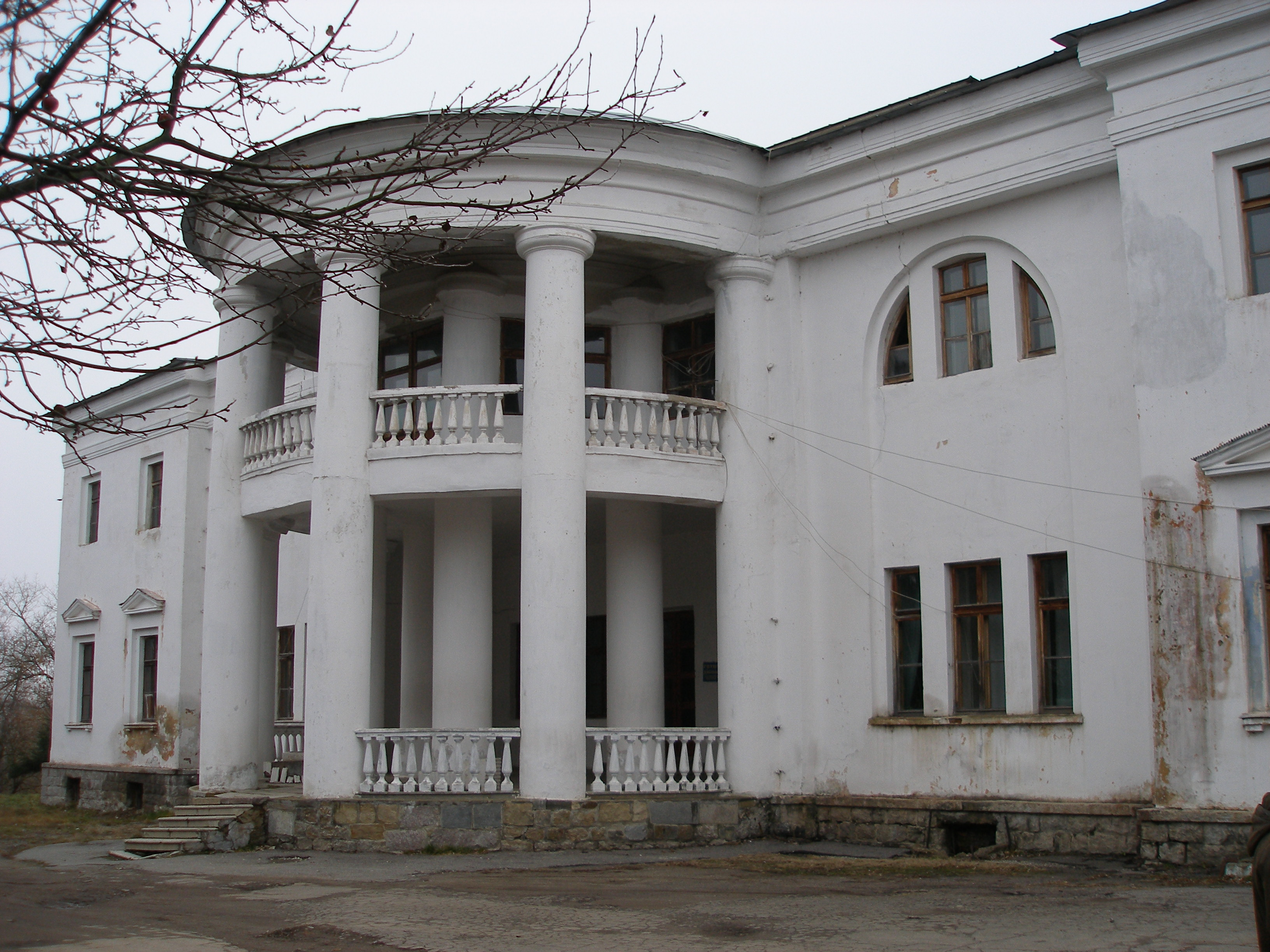
Открытая экседра с мезонином. Усадебный дом Е. В. Ксидо в г. Хмельник. 1911—1915. Архитектор И. А. Фомин